# Linyphia
Linyphia Latreille, 1804 è un genere di ragni appartenente alla famiglia Linyphiidae.

## Distribuzione
I numerosi rinvenimenti di alcune delle 81 specie, nonché la diffusione nei più svariati ambienti, rendono questo genere pressoché cosmopolita; le specie dall'areale più vasto sono: L. hortensis e L. triangularis reperite in numerose località della regione paleartica.

## Tassonomia

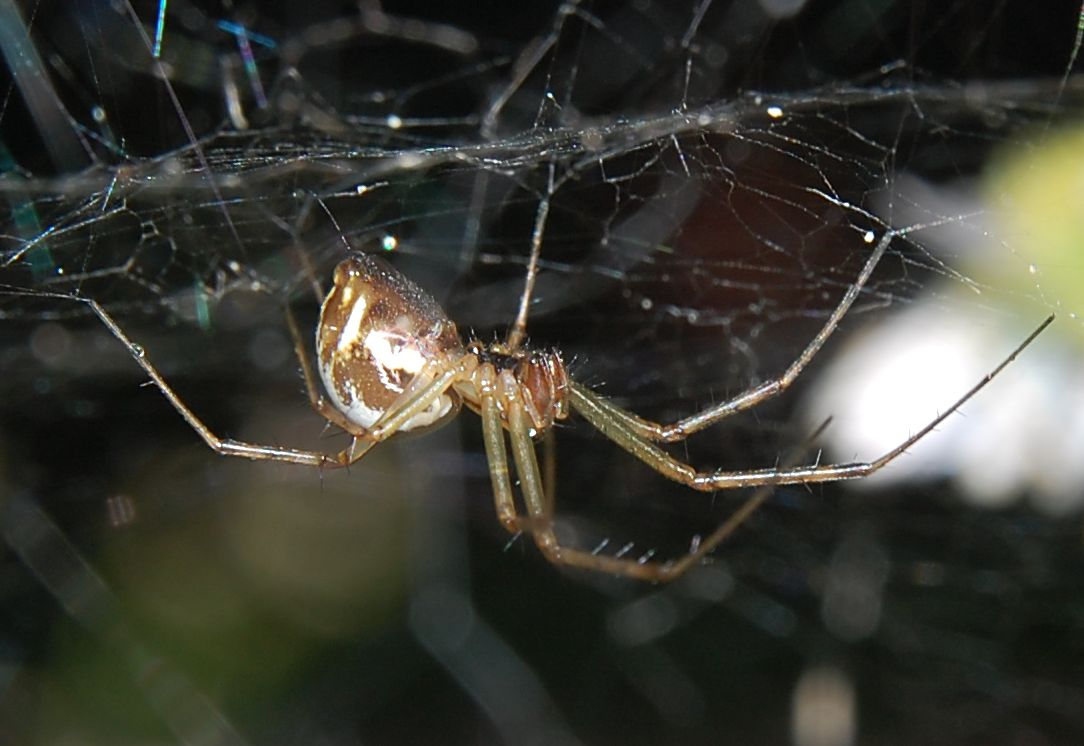
Linyphia triangularis in agguato sotto la tela

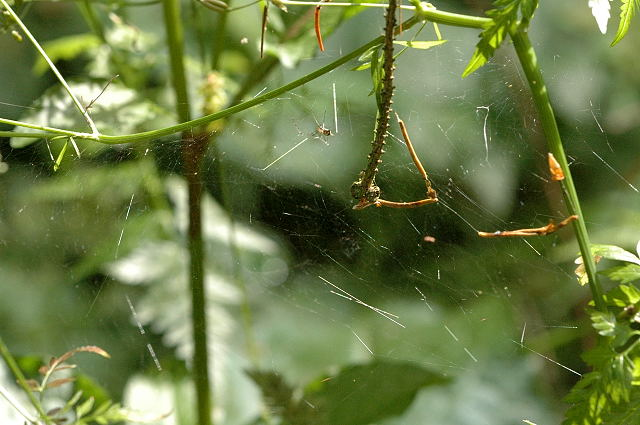
ragnatela di Linyphia triangularis

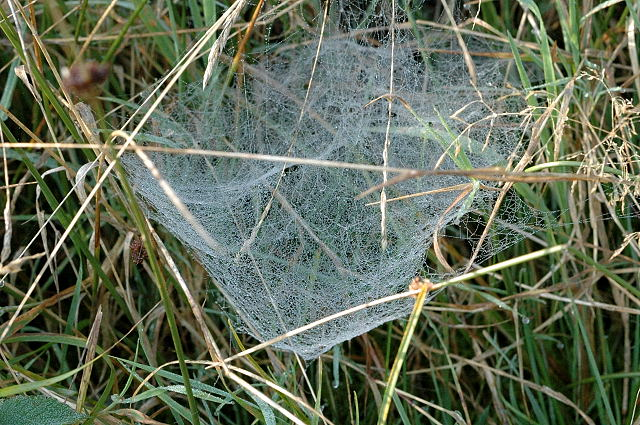
Linyphia hortensis, ragnatela

Le caratteristiche di questo genere sono state ben descritte dall'aracnologo van Helsdingen in un lavoro del 1969, ed in questa sede si segue questo studio come riferimento; altri aracnologi fanno rientrare in questa denominazione anche le specie del genere Neriene Blackwall, 1833.
A giugno 2012, si compone di 81 specie e 1 sottospecie secondo Platnick, e di 76 specie ed 1 sottospecie secondo Tanasevitch:
1. Linyphia adstricta (Keyserling, 1886) — USA
2. Linyphia albipunctata O. P.-Cambridge, 1885 — Yarkand (Cina)
3. Linyphia alpicola van Helsdingen, 1969 — Europa Centrale
4. Linyphia armata (Keyserling, 1891) — Brasile
5. Linyphia bicuspis (F. O. P.-Cambridge, 1902) — Messico
6. Linyphia bifasciata (F. O. P.-Cambridge, 1902) — Costa Rica
7. Linyphia bisignata (Banks, 1909) — Costa Rica
8. Linyphia calcarifera (Keyserling, 1886) — Panama, Colombia
9. Linyphia catalina Gertsch, 1951 — USA
10. Linyphia chiapasia Gertsch & Davis, 1946 — Messico
11. Linyphia chiridota (Thorell, 1895) — Myanmar
12. Linyphia clara (Keyserling, 1891) — Brasile
13. Linyphia confinis O. P.-Cambridge, 1902 — Guatemala
14. Linyphia consanguinea O. P.-Cambridge, 1885 — Yarkand (Cina)
15. Linyphia cylindrata (Keyserling, 1891) — Brasile
16. Linyphia decorata (Keyserling, 1891) — Brasile
17. Linyphia duplicata (F. O. P.-Cambridge, 1902) — Messico, Guatemala
18. Linyphia eiseni Banks, 1898 — Messico
19. Linyphia emertoni Thorell, 1875[3] — Canada
20. Linyphia falculifera (F. O. P.-Cambridge, 1902) — Costa Rica
21. Linyphia ferentaria (Keyserling, 1886) — Perù
22. Linyphia horaea (Keyserling, 1886) — Colombia
23. Linyphia hortensis Sundevall, 1830 — Regione paleartica
24. Linyphia hospita (Keyserling, 1886) — Colombia
25. Linyphia hui Hu, 2001 — Cina
26. Linyphia karschi Roewer, 1942 — Isola São Tomé
27. Linyphia lambda (F. O. P.-Cambridge, 1902) — Guatemala
28. Linyphia lehmanni Simon, 1903 — Argentina
29. Linyphia leucosternon White, 1841 — Brasile
30. Linyphia limatula Simon, 1904 — Cile
31. Linyphia limbata (F. O. P.-Cambridge, 1902) — Messico, Guatemala
32. Linyphia lineola Pavesi, 1883 — Etiopia
33. Linyphia linguatula (F. O. P.-Cambridge, 1902) — Guatemala
34. Linyphia linzhiensis Hu, 2001 — Cina
35. Linyphia longiceps (Keyserling, 1891) — Brasile
36. Linyphia longispina (F. O. P.-Cambridge, 1902) — Messico
37. Linyphia ludibunda (Keyserling, 1886)[4] — Perù
38. Linyphia lurida (Keyserling, 1886) — Colombia
39. Linyphia maculosa (Banks, 1909) — Costa Rica
40. Linyphia maura Thorell, 1875 — Mediterraneo occidentale
41. Linyphia melanoprocta Mello-Leitão, 1944 — Argentina
42. Linyphia menyuanensis Hu, 2001 — Cina
43. Linyphia mimonti Simon, 1884 — Italia, Grecia, Libano
44. Linyphia monticolens Roewer, 1942 — Perù
45. Linyphia neophita Hentz, 1850[3] — USA
46. Linyphia nepalensis Wunderlich, 1983 — Nepal
47. Linyphia nicobarensis Tikader, 1977 — Isole Nicobare
48. Linyphia nigrita (F. O. P.-Cambridge, 1902) — Guatemala
49. Linyphia nitens Urquhart, 1893 — Tasmania
50. Linyphia obesa Thorell, 1875 — Svezia
51. Linyphia obscurella Roewer, 1942 — Brasile
52. Linyphia octopunctata (Chamberlin & Ivie, 1936) — Panama
53. Linyphia oligochronia (Keyserling, 1886) — Perù
54. Linyphia orophila Thorell, 1877 — USA
55. Linyphia perampla O. P.-Cambridge, 1885 — India
56. Linyphia peruana (Keyserling, 1886) — Perù
57. Linyphia petrunkevitchi Roewer, 1942 — Guatemala
58. Linyphia phaeochorda Rainbow, 1920 — Isole Norfolk
59. Linyphia phyllophora Thorell, 1890 — Sumatra
60. Linyphia polita Blackwall, 1870 — Sicilia
61. Linyphia postica (Banks, 1909) — Costa Rica
62. Linyphia rita Gertsch, 1951 — USA
63. Linyphia rubella Keyserling, 1886 — Perù
64. Linyphia rubriceps (Keyserling, 1891) — Brasile
65. Linyphia rustica (F. O. P.-Cambridge, 1902) — Messico
66. Linyphia sagana Dönitz & Strand, 1906[3] — Giappone
67. Linyphia sikkimensis Tikader, 1970 — India
68. Linyphia simplicata (F. O. P.-Cambridge, 1902) — Guatemala
69. Linyphia straminea O. P.-Cambridge, 1885 — India
70. Linyphia subluteae Urquhart, 1893 — Tasmania
71. Linyphia tauphora Chamberlin, 1928 — USA
72. Linyphia tenuipalpis Simon, 1884 — dall'Europa all'Asia Centrale, Algeria
73. Linyphia textrix Walckenaer, 1842 — USA
74. Linyphia triangularis (Clerck, 1757)[5] — Regione paleartica, introdotto negli USA
  - Linyphia triangularis juniperina Kolosváry, 1933 — Ungheria
75. Linyphia triangularoides Schenkel, 1936 — Cina
76. Linyphia trifalcata (F. O. P.-Cambridge, 1902) — Guatemala
77. Linyphia tuasivia Marples, 1955[6] — Isole Samoa, Aitutaki (Isole Cook)
78. Linyphia tubernaculofaciens Hingston, 1932 — Guyana
79. Linyphia urbasae Tikader, 1970 — India
80. Linyphia virgata (Keyserling, 1886) — Perù
81. Linyphia xilitla Gertsch & Davis, 1946 — Messico

### Sinonimi
- Linyphia albini (Scopoli, 1763); esemplari, trasferiti dal genere Araneus Clerck, 1757, cosa "non soggetta ad interpretazione" per l'aracnologo Roewer, e posti in sinonimia con L. triangularis (Clerck, 1757) a seguito di un lavoro di van Helsdingen del 1969[1].
- Linyphia montana (Linnaeus, 1758); posta in sinonimia con L. triangularis (Clerck, 1757) (questa denominazione venne validata dall'IZCN con la circolare 104)[1].
- Linyphia pulchra Kulczyński, 1911; erroneamente classificata come Lepthyphantes pulcher (Kulczyński, 1881) da Roewer in un suo lavoro (1942a) e poi posta in sinonimia con L. mimonti Simon, 1884 a seguito del lavoro di van Helsdingen del 1969[1].

### Omonimie
- Linyphia setosa Forster, 1964; ridenominata per omonimia in Mangua forsteri, specie appartenente alla famiglia Synotaxidae, ove è stata trasferita[1].

### Nomen nudum
- Linyphia musae Schmidt, 1954; questa denominazione utilizzata da Schmidt non sembra far riferimento ad alcun esemplare, quindi è da considerarsi nomen nudum[1].